# إن جي رات

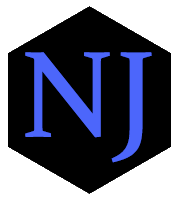
الشعار

إن جي رات (بالإنجليزية : njRAT) ، والمعروف أيضًا بـ بلادابيندي (بالإنجليزية: Bladabindi) هو حصان طروادة يستخدم للتحكم عن بعد في أي جهاز كمبيوتر يثبت عليه. تم اكتشافه في يونيو 2013 مع بعض الاختلافات المكتشفة في نوفمبر 2012. تم صنعه من قبل منظمة قرصنة من دول مختلفة تسمى سباركليسيسون (بالإنجليزية : Sparclyheason) و عادة يستخدم ضد أهداف في الشرق الأوسط. يمكن نشرها بواسطة التصيد الاحتيالي أو بواسطة قرص صلب مصاب أو من خلال دمجه مع أحد البرامج الإعتيادية.

## عن البرنامج ومكان انتشاره
تم الإبلاغ عن انتشار كبير في هجمات نجرات في الهند في يوليو 2014. وقد حاولت مايكروسوفت التصدي للهجمات فقامت الشركة بإغلاق أربعة ملايين موقع أثناء محاولتها تصفية نطاقات نو-ايبي (بالإنجليزية : no-ip.com domains) في العام ذاته.
في مارس 2016 ، أفادت سوفتبيديا (بالإنجليزية : سوفت بيديا) أن حملات نشر أحصنة الطروادة مثل نجرات كانت تستهدف برنامج الديسكورد.
في أكتوبر 2016 ، أفادت سوفتبيديا أيضًا عن ظهور نسخة مكركة من برنامج في إم وير (بالإنجليزية : VMware) تقوم بتثبيت نجرات عبر موقع بيست بن (بالإنجليزية : Pastebin). إنهاء العملية من مدير المهام قد يؤدي إلى انهيار النظام.
في مارس 2017 تم اختراق موقع تابع لتنظيم داعش و عُرض به تحديث مزيف لبرنامج أدوبي فلاش بلاير (بالإنجليزية : Adobe Flash Player) ، والذي قد دُمج بالبرنامج الخبيث نجرات.

## المميزات
يمكن لـ نجرات أن يقوم بالتالي:
- رؤية شاشة سطح المكتب أو أي نافذة مفتوحة
- رؤية عنوان ايبي الضحية (المصاب) ، اسم الجهاز الكامل ، اسم المستخدم ، نظام التشغيل ، تاريخ التثبيت و الدولة
- تشغيل ملف عن بعد إما من قرص صلب أو من رابط
- معالجة الملفات
- فتح أداة الأوامر عن بعد ، مما يسمح للمهاجم باستخدام سطور الأوامر
- فتح مدير العمليات لإنهاء أي عملية
- التلاعب في ملفات تسجيل النظام (الريجستري)
- تسجيل كاميرا و ميكروفون الكمبيوتر
- رصد و تسجيل لوحة المفاتيح
- سرقة كلمات المرور المخزنة في المتصفحات أو في التطبيقات الأخرى